# Pilobates pilosellus
Pilobates pilosellus är en kvalsterart som först beskrevs av Balogh 1958.  Pilobates pilosellus ingår i släktet Pilobates och familjen Haplozetidae. Inga underarter finns listade i Catalogue of Life.